# 李华 (1908年)
李华（1908年—1981年3月27日），曾用名汪笃辉，男，江西永新人，中华人民共和国政治人物，曾任中华人民共和国冶金工业部副部长。

## 生平
1928年秋在江西省吉安县加入中国共产党。1928年至1930年，历任南昌市委秘书长、江西省委巡视员、江西团省委秘书长等职。1934年冬出狱。1935年秋到北平接上组织关系，任北平西城区委书记。1936年夏任北平学联党团书记。1937年任北平西城区委书记。抗战爆发后，随平津学生南下，任平津流亡同学会党团书记，到南京后任南京市委书记。1938年任湖北省委农委书记、延安鲁迅艺术学院政治部主任、八路军西安办事处副处长、陕甘宁边区政府民政厅副厅长、东北行政委员会秘书处处长、金矿局局长等职。
中华人民共和国成立后，任中央重工业部有色金属管理局副局长、局长，冶金工业部有色设计总院院长、北京市科学技术委员会主任、华北局科委主任、冶金工业部办公厅副主任、冶金工业部副部长等职。